# Дом Ваньковичей
Дом Ваньковичей — особняк дворянского и шляхецкого рода Ваньковичей, расположенный в Минске по адресу ул. Интернациональная, 33А. Связан с жизнью и творчеством белорусского художника Валентия Ваньковича (1800—1842). С 1998 года является филиалом Национального художественного музея Республики Беларусь «Дом Ваньковичей. Культура и искусство первой половины XIX века».

## История
Особняк является частью усадьбы Ваньковичей, построенной в конце XVIII века. На основании археологических раскопок удалось установить, что территория имения была заселена ещё в XVI веке, а главный особняк ставился на основании каменного старого дома, от которого до наших дней сохранились подвалы в северной части здания. Новый одноэтажный прямоугольный дом был оформлен в стиле классицизм с характерной колоннадой, покрыт высокой вальмовой крышей, по центру его разместили мансарду.
В первой половине XIX века усадьба принадлежала дяде и двоюродным братьям художника Валентия Ваньковича. В 1828 году, года он посещал Минск, в особняке жили городской судья Владислав Ванькович и его супруга Михалина. В гостях у Ваньковичей бывали художник Ян Дамель, композитор Станислав Монюшко, писатель Винцент Дунин-Марцинкевич, поэт Владислав Сырокомля, Софья Ковалевская. В музыкальной гостиной дома каждую неделю устраивали вечера и балы.
Последним владельцем особняка был Эдвард Войнилович. После революции особняк отдали под коммунальные квартиры. Здание сильно пострадало от бомбёжек во время Второй Мировой войны. В 1979—1980 годах сотрудники научно-реставрационного объединения «Белреставрация» И. Н. Дорохова и А. Я. Кондратов разработали проект воссоздания особняка. Работы велись семнадцать лет, с 1980 по 1997 год.

## Музей
В 1998 году в особняке решено было открыть музей. 12 мая 2000-го к 200-летию со дня рождения Валентия Ваньковича, он впервые открыл двери для посетителей. Кабинет, столовую и чайную, а также парадную гостиную воссоздали в духе первой половины XIX века, используя оригинальные светильники, мебель и бытовые предметы. В 2010 году, к 210-летнему юбилею со дня рождения Валентия Ваньковича, во дворе музея была установлена посвящённая ему скульптура «Утро художника» работы скульптора Владимира Слободчикова и архитектора Юрия Казакова. В 2016-м была завершена реконструкция хозяйственного флигеля, после чего старинная усадьба была полностью восстановлена.

### Экспозиция
Неотъемлемой частью дворянского усадебного дома XVIII—XIX веков были портретные галереи. В доме Ваньковича представлены портреты кисти Клеменса Ивашкевича, Юзефа Пешки и Мартина Яблонского, и других живописцев. Изображённые на полотнах люди занимали видное положение в обществе — среди них были военные, судебные чиновники, шляхта, а также члены их семей. Поскольку все картины Ваньковича хранятся в собраниях вне Белоруссии, в доме-музее представлены копии его работ. Кроме того, в постоянную экспозицию входят архивные документы рода Ваньковичей, полотна его современников и гравюры современных мастеров.
В настоящее время музей предлагает различные образовательные и досуговые программы для детей, в музыкальной гостиной проводят концерты и музыкальные вечера.